# Mavinbhavi, Lingsugur
Mavinbhavi là một làng thuộc tehsil Lingsugur, huyện Raichur, bang Karnataka, Ấn Độ.